# 명인 (텔레비전 프로그램)
명인은 2011년 6월 5일부터 2012년 10월 28일까지 방송된 KBS광주방송총국의 텔레비전 프로그램이다.

## 기획 의도
각 분야의 명인들의 깊이 있는 이야기를 들어보는 텔레비전 프로그램이다.

## 방송 시간
전국 방송은 KBS 네트워크 특선을 통해 목요일 오후 4시 10분으로 방송되었다.
| 방송 채널 | 방송 기간                         | 방송 시간                           |
| --------- | --------------------------------- | ----------------------------------- |
| KBS 1TV   | 2011년 7월 15일 ~ 2011년 11월 4일 | 매주 금요일 오후 4:10 ~ 5:00 (50분) |
| KBS 1TV   | 2012년 4월 5일 ~ 2012년 6월 28일  | 매주 목요일 오후 4:10 ~ 5:00 (50분) |

## 방송 회차

### 2011년
| 회차 | 방송일    | 출연자                         |
| ---- | --------- | ------------------------------ |
| 1    | 6월 5일   | 송순섭                         |
| 2    | 6월 12일  | 조오한                         |
| 3    | 6월 19일  | 정득채                         |
| 4    | 6월 26일  | 두레농악모음                   |
| 5    | 7월 3일   | 남익천                         |
| 6    | 7월 10일  | 박계                           |
| 7    | 7월 17일  | 성애순                         |
| 8    | 7월 24일  | 김일구                         |
| 9    | 7월 31일  | 박종숙                         |
| 10   | 8월 7일   | 강준섭                         |
| 11   | 8월 14일  | 강송대                         |
| 12   | 8월 21일  | 원창현                         |
| 13   | 8월 28일  | 한세현                         |
| 14   | 9월 4일   | 문병자                         |
| 15   | 9월 11일  | 김승덕                         |
| 16   | 9월 18일  | 김동언                         |
| 17   | 9월 25일  | 안숙선                         |
| 18   | 10월 2일  | 김덕숙                         |
| 19   | 10월 9일  | 김무길                         |
| 20   | 10월 16일 | 박동매                         |
| 21   | 10월 23일 | 신영숙                         |
| 22   | 10월 30일 | 이임례                         |
| 23   | 11월 13일 | 안숙선, 강준섭, 성애순, 원창현 |
| 24   | 11월 27일 | 조용달, 김춘식, 전민권         |
| 25   | 12월 4일  | 이태백, 최영자, 김효빈         |
| 26   | 12월 11일 | 이승훈, 김기, 박양덕           |
| 27   | 12월 18일 | 진영지, 김기복, 이생강         |

### 2012년
| 회차 | 방송일    | 출연자                                 |
| ---- | --------- | -------------------------------------- |
| 28   | 1월 8일   | 양수아, 이춘봉, 임이조                 |
| 29   | 1월 15일  | 김가을, 허화자, 이광수                 |
| 30   | 1월 22일  | 전남도립국악단                         |
| 31   | 1월 29일  | 정아령, 박용순, 김양균                 |
| 32   | 2월 5일   | 노창우, 구례잔수농악, 정춘실           |
| 33   | 2월 12일  | 이설아, 광주칠석고싸움놀이, 최경만     |
| 34   | 2월 19일  | 정소현, 양계남, 박방금                 |
| 35   | 2월 26일  | 정회석, 장주원, 신윤주, 심민서, 심하현 |
| 36   | 3월 4일   | 방성춘, 루트머지                       |
| 37   | 3월 11일  | 박수관, 정유정                         |
| 38   | 3월 18일  | 이영애, 박성열                         |
| 39   | 4월 29일  | 김광복, 김수연                         |
| 40   | 5월 6일   | 강정열, 염경관                         |
| 41   | 5월 20일  | 유영애, 오준희                         |
| 42   | 5월 27일  | 김영신, 고한돌                         |
| 43   | 6월 3일   | 왕기석, 용하정                         |
| 44   | 6월 10일  | 최선, 박지수                           |
| 45   | 6월 17일  | 이경화, 최민강                         |
| 46   | 6월 24일  | 이순단, 유창선                         |
| 47   | 7월 1일   | 임순자, 허영만                         |
| 48   | 7월 8일   | 서만재, 조기종                         |
| 49   | 7월 22일  | 박윤모, 이돈홍                         |
| 50   | 8월 19일  | 성심온, 김성                           |
| 51   | 8월 26일  | 이정식, 김대석                         |
| 52   | 9월 2일   | 홍영, 김기찬                           |
| 53   | 9월 9일   | 김미숙, 김기                           |
| 54   | 9월 16일  | 허순선, 심은                           |
| 55   | 9월 23일  | 이영자, 박순애                         |
| 56   | 10월 7일  | 이대휴, 박종훈                         |
| 57   | 10월 14일 | 황승옥, 정관채                         |
| 58   | 10월 21일 | 김영애, 다음                           |
| 59   | 10월 28일 | 이은하, 하철경                         |